# Scooby-Doo és a hószörny
A Scooby-Doo és a hószörny, a filmben hallható címén Nyugi, Scooby! (eredeti cím: Chill Out, Scooby-Doo!) 2007-ben bemutatott amerikai televíziós rajzfilm, amelynek a rendezője Joe Sichta, az írói Adam Scheinman és Joe Sichta, a zeneszerzője Thomas Chase Jones. A film a Warner Bros. Animation gyártásában készült, a Warner Home Video forgalmazásában jelent meg. Műfaját tekintve filmvígjáték.
Amerikában 2007. szeptember 4-én mutatták be a DVD-n.

## Cselekmény
A film szerint a Rejtély Rt. Párizsba utazik, ám Scooby és Bozont véletlenül egy másik gépre szállnak fel. A repülő a Himaláján rakja ki a csapatot, ahol egy kis faluban szállnak meg. A falu környékén azonban ott ólálkodik a hószörny, aki veszélyezteti kettejüket, miközben a csapat Párizsba jutott tagjai követik őket a Himalájához.

## Szereplők
| Szereplő            | Eredeti hang     | Magyar hang (Film+) | Magyar hang (Cartoon Network) |
| ------------------- | ---------------- | ------------------- | ----------------------------- |
| Scooby-Doo          | Frank Welker     | Melis Gábor         | Melis Gábor                   |
| Fred                | Frank Welker     | Pál Tamás           | Bódy Gergely                  |
| Bozont              | Casey Kasem      | Fekete Zoltán       | Fekete Zoltán                 |
| Diána               | Grey DeLisle     | Hámori Eszter       | Hámori Eszter                 |
| Vilma               | Mindy Cohn       | Madarász Éva        | Madarász Éva                  |
| Pemba Sherpa        | James Sie        | Karácsonyi Zoltán   | Turi Bálint                   |
| Dell Chillman       | Jeff Bennett     | Bodrogi Attila      | Baráth István                 |
| Alphonse LaFleur    | Rene Auberjonois | Berzsenyi Zoltán    | Imre István                   |
| Jeffries professzor | Alfred Molina    | Megyeri János       | Forgács Gábor                 |
| Minga Sherpa        | Kim Mai Guest    | Huszárik Kata       | Csuja Fanni                   |
| A Nagy Láma         | James Hong       | Kertész Péter       | TBA                           |